# Anlamani
Anlamani foi o Décimo Rei da Dinastia Napata do Reino de Cuxe que governou aproximadamente de 620 a 600 a.C., foi o sucessor de Sencamanisquem.

## Histórico
A história conhecida de Anlamani foi estudada a partir de estela descoberta em um templo em Kawa, um complexo religioso localizado entre a terceira e a quarta catarata do rio Nilo, na margem leste do rio, em frente a Dongola. Local onde foram construídos vários templos em homenagem ao Deus Ámon, desde o tempo dos reinados de Amenófis III (1391–1351 a.C.) e Tutancâmon (1336–1327 a.C.), também construíram templos no local Taraca (690-664 a.C.) e vários reis Cuxitas.  A estela registrou a visita da mãe de Anlamani, Nasalsa a Kawa para assistir a sua coroação oficial como rei.  Está registrado na estela que Anlamani encarregou os sacerdotes e profetas que estavam em seu cortejo que tomassem conta dos templos pelos quais passavam. Afirma também que os habitantes da região se alegravam quando o viam com sua corte. Transformando aquele encontro no Primeiro Festival em Devoção a Ámon, onde o povo comemorou com cerveja e pão, touros e pássaros setes dias e sete noites. 
A estela também observa a decisão Anlamani de que quatro de suas irmãs se tornariam sacerdotisas tocadoras de sistro no templo de Ámon em Jebel Barcal,  além destes fatos a stela relata a campanha que Anlamani fez contra tribos nômades dos blêmios ameaçavam Kawa.   O registro na estala afirma que: O Filho de Re, Leão do País do Sul, Senhor dos Tronos de Duas Terras,  (títulos que Anlamani exercia) fez com que o seu exército invadisse a terra dos Beja, na região do médio Nilo. Permanecendo em seu palácio Anlamani emitiu ordens: fez-se um grande banho de sangue entre eles. Seus homens apreenderam quatro soldados como cativos e a partir deles conquistaram o controle de todas as mulheres, de todos os seus filhos, de todo o seu gado e toda a de toda sua propriedade. Anlamani nomeou-os para serem homens e servos de todos os deuses. Então esta terra foi alegre em seu tempo. Anlamani foi o primeiro rei de Napata do Longo Desfecho ou Crepúsculo da Era Heróica. Os inimigos não eram mais os assírios e os egípcios, mas os obscuros povos tribais de origens obscuras. 
Duas estátuas de granito de Anlamani foram encontradas em Jebel Barcal, uma destas está localizada no Museu Nacional de Cartum, enquanto a outra (uma estátua de 12 pés de altura) está no Boston Museum of Fine Arts.  O sarcófago de Anlamani está localizado na pirâmide Nu.6 em Nuri. No interior desta existe uma grande câmara decorada com textos religiosos ao lado seu sarcófago. 
Anlamani veio a falecer por volta de 600 a.C. e como não tinha herdeiros masculinos foi sucedido por seu irmão caçula Aspelta que se casou com sua filha Kheb.  Após sua morte, sua esposa Mediquem se tornou Alta Sacerdotisa de Ámon.  Em 592 a.C., durante o reinado de Aspelta, Psamético II lançou uma campanha contra Cuxe, que resultou no saque e destruição de Napata. 